# تیم ملی فوتبال سیرالئون
تیم ملی فوتبال سیرالئون نمایندهٔ کشور سیرالئون در مسابقات بین‌المللی و آفریقایی فوتبال است که زیر نظر اتحادیه فوتبال سیرالئون فعالیت می‌کند.
نخستین بازی رسمی این تیم در تاریخ ۱۰ اوت ۱۹۴۹ میلادی در برابر تیم ملی فوتبال نیجریه برگزار شده‌است.

## بازی دوستانه باتیم ملی فوتبال ایران
پس از اینکه بازی دوستانه تیم ملی فوتبال ایران و تیم ملی فوتبال لیبی بنا به دلایلی انجام نگرفت فدراسیون فوتبال ایران تصمیم گرفت تا با این تیم هماوردی کند و در این راه ۵۰۰ میلیون تومان خرج کند تا تیم سیرالئون برای انجام بازی به تهران بیاید؛ ولی تیمی که وارد شد نه شامل بازیکنان اصلی بلکه شامل بازیکنانی محلی که بعضاً زیر ۱۷ سال هم سن داشتند بود. این نکته ای بود که یکی از بازیکنان این تیم که سابقه بازی در لیگ انگلیس را هم داشت در صفحه اینستاگرامش عنوان کرد. حتی فیفا هم به این دلایل مجوز بازی را تا مدتی نداد. به هرحال این بازی انجام شد و طبق انتظار تیم ملی ایران برنده اینت بازی شد؛ ولی حواشی در اینجا خاتمه نیافت و پس از اتمام بازی و اقامت بازیکنان این تیم به مدت سه روز در ایران آنها برای رفتن خواهان پول شدند. حتی پس از آن هم فدراسیون فوتبال سیرالئون مدعی تبانی تیم ملی فوتبال ایران در بازی شدند. البته کارلوس کی روش مربی تیم ملی فوتبال ایران از این بازی بسیار راضی بود و در کنفرانس خبری بازی از یک شرکت ایرانی-فرانسوی به خاطر تدارک این بازی تشکر کرد و حتی در بازی تیم ملی فوتبال ایران و تیم ملی فوتبال تونس مدیر عامل این شرکت را در کنار خود نشاند تا رضایت خود را از این بازی ابراز کند.